# ヴィクトル・エワルド
ヴィクトル・エワルド（またはエヴァルド、エヴァルト）（Виктор Владимирович Эвальд / Victor Ewald, 1860年11月27日 サンクトペテルブルク - 1935年4月16日 サンクトペテルブルク）は、ロシアの土木技師、チェリスト、作曲家。主に金管楽器の合奏曲により有名。

## 生涯
エワルドの家はドイツ系で、19世紀はじめにロシアに移住した。父親も技師であり、エワルドは土木技術研究院を卒業後、軍事省で土木技師として働き、また建築学を教えた。1891年からはサンクトペテルブルク大学の主任建築家であった。雑誌『建築家』 (Zodchii) の編集者をつとめたこともある。
音楽は12歳のときから学びはじめた。モスクワ音楽院でカルル・ダヴィドフについて学び、コルネット、ホルン、ピアノ、チェロの演奏や和声法、作曲を習得した。彼はベリャーエフ・サークルの一員であり、ベリャーエフの弦楽四重奏団でチェロを担当した。ベリャーエフ出版社から金管合奏のための数々の室内楽が出版された。ロシア民謡集も出版している。

## 業績
作曲家としては、ロシア情緒と西欧的な均整美との釣り合いのとれた作風ゆえに、チャイコフスキーやボロディンの影響が指摘されている。
エワルドは特に最初期の金管五重奏曲の作曲家のひとりとして知られる。教則本で有名なジャン＝バティスト・アルバンに勧められて、エワルドは4曲の金管五重奏曲を書いた。かつてはエワルドが金管五重奏曲をはじめて書いた人物と思われていたが、現在ではジャン＝フランソワ・ベロン (Jean-François Bellon) の作品の方が古いことがわかっている。彼が作曲した金管五重奏曲とそのおおよその作曲年は以下のとおりである。
- 金管五重奏曲第4番 作品8 （1888年）
- 金管五重奏曲第1番 作品5 （1890年）
- 金管五重奏曲第2番 作品6 （1905年）
- 金管五重奏曲第3番 作品7 （1912年）

特に作品5の金管五重奏曲が有名で、現在もよく演奏される。第3楽章にはロシア民謡『白樺は野に立てり』を使用している（チャイコフスキーの交響曲第4番の最終楽章にも使用）。現在はトランペット2・ホルン・トロンボーン・チューバという編成で演奏されることが多いが、エワルド本人が演奏している1912年の写真によれば、本来はコルネット2・アルトホルン・テナーホルン・チューバ（エワルドが担当）だったようである。

## 参考書籍
- Andre M.Smith:"Victor Vladimirovich Ewald(1860 - 1935), Civil Engineer & Musician". ITG Journal 18, no.3(February 1994): pp4-23.
- Andre M.Smith:"The History of the Four Quintets for Brass by Victor Ewald." ITG Journal 18, no4(May 1994): pp5-32.
- Andre M.Smith:"The Four Brass Quintets of Victor Ewald." ITG Journal 18, no.4(May 1994): p33.
- Andre M.Smith:"Brass in Early Russia: From the Beginnings to the Birth of Victor Ewald, 1860." ITG Journal 18, no.2(December 1993):pp4-20